# تای اسمیت
تای اسمیت (انگلیسی: Ty Smith؛ زادهٔ ۲ ژانویهٔ ۱۹۷۷) طبل‌زن اهل ایالات متحده آمریکا است.